# Bundesrichter (Deutschland)
Als Bundesrichter bezeichnet man in Deutschland, wie auch in einigen anderen föderal organisierten Staaten, die Richter im Bundesdienst, in Unterscheidung zu den Richtern im Dienst der Länder.

## Definition und Sprachgebrauch
Bundesrichter war bis 1972 die offizielle Amtsbezeichnung der Richter an den Gerichten in Trägerschaft des Bundes. Obwohl der Begriff auch in Fachkreisen nach wie vor allgemeiner Sprachgebrauch ist und beispielsweise vom Bundesministerium der Justiz in Pressemitteilungen verwendet wird, lautet gemäß § 19a Deutsches Richtergesetz (DRiG) die offizielle Amtsbezeichnung seitdem „Richter am [Name des Gerichts]“ (z. B. „Richterin am Bundesverwaltungsgericht“ oder „Vorsitzender Richter am Bundesgerichtshof“). Als Oberbegriff wird im DRiG der Ausdruck „Richter im Bundesdienst“ verwendet.
Analog zur Bezeichnung Richter im Bundesdienst im DRiG umfasst der Begriff Bundesrichter im allgemeinen Sprachgebrauch nicht nur die Richter an den Obersten Gerichtshöfen des Bundes (Bundesgerichtshof, Bundesverwaltungsgericht, Bundesfinanzhof, Bundesarbeitsgericht und Bundessozialgericht), sondern auch die an den weiteren Bundesgerichten (gegenwärtig Bundespatentgericht, Truppendienstgericht Nord und Truppendienstgericht Süd, ehemals einige weitere). Dies entspricht dem Begriffsverständnis von Art. 98 Grundgesetz. Teilweise wird der Begriff jedoch enger definiert und nur auf die Richter an den Obersten Gerichtshöfen des Bundes bezogen. Dies entspricht dem Begriffsverständnis, wie es Art. 94 Abs. 1 GG zugrunde liegt.
Nach der Begriffslogik (Abgrenzung zu Richtern im Landesdienst) fallen auch die Richter des Bundesverfassungsgerichts (BVerfG) unter die Bezeichnung Bundesrichter, dies ist jedoch sprachlich wenig gebräuchlich und als rechtliche Begriffsdefinition umstritten. Auch gemäß § 69 DRiG gelten die Vorschriften über Richter im Bundesdienst für Verfassungsrichter nur, soweit sie mit der Sonderstellung des BVerfG als Verfassungsorgan vereinbar sind. Zwar werden sie im Schrifttum gelegentlich als Bundesrichter bezeichnet, jedoch heißt es in Art. 94 Abs. 1 GG, dass das Bundesverfassungsgericht „aus Bundesrichtern und anderen Mitgliedern“ besteht, sodass eher davon auszugehen ist, dass das Grundgesetz die Richter des BVerfG nicht zu den Bundesrichtern zählt.

## Rechtsstellung
Die Rechtsstellung der Bundesrichter ist im Grundgesetz sowie im Deutschen Richtergesetz geregelt. Grundsätzlich gilt, wie bei allen Richtern, die durch Art. 97 Abs. 1 GG garantierte richterliche Unabhängigkeit und die Ernennung auf Lebenszeit (gemäß Art. 97 Abs. 2 S. 2 GG bis zum Erreichen des Ruhestandsalters). Beim Bundesgerichtshof ist als ein spezieller Senat das Dienstgericht des Bundes eingerichtet, das gemäß § 62 DRiG endgültig über Disziplinarmaßnahmen gegen Richter im Bundesdienst entscheidet. Gegen einen Richter bei einem Obersten Gerichtshof des Bundes kann gemäß § 64 Abs. 2 DRiG nur Verweis, Geldbuße oder Entfernung aus dem Dienst verhängt werden.

## Wahl und Ernennung
Die Richter an den obersten Gerichtshöfen des Bundes werden von einem Richterwahlausschuss gewählt (§ 125 Abs. 1 Gerichtsverfassungsgesetz), welchem die Justizminister der Länder und 16 vom Bundestag gewählte Mitglieder angehören. Kandidaten können gemäß § 10 Richterwahlgesetz (RiWG) vom Bundesjustizminister und von den Mitgliedern des Richterwahlausschusses vorgeschlagen werden.
Gewählt werden kann nur, wer die deutsche Staatsangehörigkeit besitzt und das 35. Lebensjahr vollendet hat (§ 125 Abs. 2 GVG). Der jeweilige oberste Gerichtshof gibt durch seinen Präsidialrat eine Stellungnahme zur persönlichen und fachlichen Eignung der Vorgeschlagenen ab, welche für den Richterwahlausschuss aber nicht bindend ist. Der Richterwahlausschuss entscheidet in geheimer Abstimmung mit der Mehrheit der abgegebenen Stimmen (§ 12 RiWG).
Nach ihrer Wahl haben die Richter nicht sogleich das ihnen zugedachte Amt inne, sondern müssen erst noch vom Bundespräsidenten ernannt werden. Während die Bundesrichterwahlen normalerweise einmal jährlich gebündelt stattfinden, erfolgt die spätere Ernennung der einzelnen Richter und damit ihr Amtsantritt zu unterschiedlichen Zeitpunkten, nämlich jeweils erst dann, wenn eine konkrete Stelle neu zu besetzen ist.
Das Wahlverfahren wird von verschiedener Seite teilweise schon seit Jahrzehnten kritisiert. Positionen hierzu sind im Lemma Richterwahlausschuss aufgeführt.

## Besoldung
Die Besoldung der Bundesrichter richtet sich nach dem Bundesbesoldungsgesetz. Anlage III BBesG ordnet die einzelnen Ämter in Besoldungsgruppen ein und Anlage IV BBesG bestimmt die aktuelle Höhe der Besoldung der jeweiligen Gruppen. Die Richter an den Obersten Gerichtshöfen des Bundes befinden sich in der Besoldungsgruppe R 6 und erhalten seit dem 1. März 2024 11.372,63 € pro Monat. Die Vorsitzenden (R 8) erhalten 12.548,95 € und die Präsidenten (R 10) erhalten 16.084,36 € pro Monat.
Die Richter des BVerfG erhalten Bezüge, welche der Besoldungsgruppe R 10 entsprechen.
Die Richter an den sonstigen Bundesgerichten erhalten hingegen R 2; dies entspricht nach der Besoldungsgruppe der Besoldung der Richter an den Amts- und Landgerichten der Länder.

## Nebeneinkünfte
Zahlreiche Bundesrichter gehen bezahlten Nebentätigkeiten nach. Hauptsächlich handelt es sich dabei um Veröffentlichungen, etwa von Gesetzeskommentaren oder Aufsätzen, sowie um Lehrtätigkeiten und Vorträge.
Im Jahr 2012 übten 73 Prozent der Richter am Bundesgerichtshof Nebentätigkeiten aus, am Bundesverwaltungsgericht 85 Prozent, am Bundesfinanzhof 97 Prozent und am Bundesarbeitsgericht sowie am Bundessozialgericht jeweils 100 Prozent. Dabei verdienten Richter am Bundesfinanzhof durchschnittlich 28.200 Euro pro Kopf, Richter am Bundesarbeitsgericht 16.400 Euro, Richter am Bundesgerichtshof 10.500 Euro, Richter am Bundessozialgericht 10.100 Euro und Richter am Bundesverwaltungsgericht 3500 Euro.
Im Jahr 2013 übten 308 Richter im Bundesdienst (am Bundesgerichtshof, Bundesfinanzhof, Bundesverwaltungsgericht, Bundesarbeitsgericht, Bundessozialgericht und Bundespatentgericht) einschließlich der Gerichtspräsidenten eine Nebentätigkeit aus.

## Amtstracht
Um ihre Stellung als höchste Instanz des jeweiligen Rechtszweiges hervorzuheben, ist die Amtstracht der Richter an den Obersten Gerichtshöfen des Bundes in Karmesinrot gehalten, die der Richter des Bundesverfassungsgerichts in Scharlachrot. Die Richter an den übrigen
Gerichten tragen hingegen schwarze Roben.